# Нова легенда мадам Білої Змії
«Нова легенда мадам Білої Змії» (кит: 新白娘子傳奇 xīn bái niáng-zǐ chuán-qí) — костюмована драма, телесеріал Тайваню, створений сценаристами Гунг Мін (кит: 貢敏 Gòng Mǐn), Джао Вен-чуан (кит: 趙文川  Zhào Wén-chuān), Фанг Гуі-лан (кит: 方桂蘭 Fāng Guì-lán), Хе Чі (кит: 何麒 Hé Qí) і Ся Дзу-хуі (кит: 夏祖輝 Xià Zǔ-huī), режисерами Ся Дзу-хуі (кит: 夏祖輝 Xià Zǔ-huī) і Хе Чі (кит: 何麒 hé qí) і продюсером Цао Тьін-де (кит: 曹景德 Cáo Jǐng-dé), в головних ролях Енджі Чіу, Сесілія Їп і Меггі Чан.
Серіал містить 50 епізодів.
Прем'єра серіалу відбулася 5 листопада 1992 року. Остання серія вийшла на екрани 13 січня 1993 року.